# Mario Missiroli (regista)
Mario Missiroli (Bergamo, 13 marzo 1934 – Torino, 19 maggio 2014) è stato un regista e direttore artistico italiano.

## Biografia
Dopo il diploma in regia all'Accademia nazionale d'arte drammatica, prima di debuttare nella regia teatrale e cinematografica, è stato assistente di Giorgio Strehler, in teatro, e di Valerio Zurlini al cinema. È del 1963 il suo film La bella di Lodi (soggetto di Alberto Arbasino, con Stefania Sandrelli).
Ma è in teatro che si impone, fin dagli anni sessanta, come uno dei più innovativi e provocatori registi italiani con messinscene originali e di successo come Eva Peron di Copi, Giorni felici di Beckett, L'ispettore generale di Gogol', La locandiera e Trilogia della villeggiatura di Goldoni, Il Tartuffo di Molière, Zio Vanja di Čechov, Verso Damasco di August Strindberg, I giganti della montagna e Sei personaggi in cerca d'autore di Pirandello, La Mandragola di Niccolò Machiavelli, Les bonnes di Jean Genet, Orgia di Pasolini.
In teatro dirige attori di alto profilo come Adriana Asti, Anna Maria Guarnieri, Ugo Tognazzi, Arnoldo Foà, Gastone Moschin, Monica Guerritore, Glauco Mauri, Anna Proclemer, Giuseppe Cederna, Valeria Moriconi, Umberto Orsini, Laura Betti, Alessandro Haber. Dal 1977 al 1984 ha assunto la direzione artistica del Teatro Stabile di Torino, sotto la direzione organizzativa e amministrativa di Giorgio Guazzotti.

## Filmografia

### Regia
- La bella di Lodi (1963) - anche attore

### Sceneggiatura
- Cronaca familiare, regia di Valerio Zurlini (1962)
- La bella di Lodi (1963)

## Televisione
- L’attesa di Willis Hall, 27 agosto 1967.
- Una storia equina di Ephraim Kishon, 31 dicembre 1967.
- Il ladro di Henri Bernstein, 9 luglio 1968.
- Ricorda con rabbia di John Osborne, 22 aprile 1969.
- Le colonne della società di Henrik Ibsen, 18 febbraio 1972.
- La morte di Danton di Georg Büchner, 15 settembre 1972.
- Le avventure della villeggiatura di Carlo Goldoni, 22 e 29 novembre 1974.
- Lo stratagemma dei bellimbusti di George Farquhar, 17 ottobre 1975.
- Il bagno di Vladimir Majakovskij, 8 febbraio 1977.
- Don Giovanni di Molière, 31 maggio 1977.
- Una burla riuscita, da Italo Svevo, 28 settembre 1978.
- Lo spirito della terra di Frank Wedekind, 22 marzo 1980.
- Il vaso di Pandora di Frank Wedekind, 29 marzo 1980.
- Delitto e castigo di Fëdor Dostoevskij, 5 puntate, dal 9 febbraio al 9 marzo 1983.
- La mandragola di Niccolò Machiavelli, 4 gennaio 1984.
- Donna sotto le stelle. Moda a Trinità dei Monti, 24 luglio 1987.

## Radio

### Regia
- Tornate a Cristo, con paura, composizione drammatica di laudi perugine dei secoli XIII e XIV, 1º novembre 1961.
- Il pellicano di August Strindberg, 17 marzo 1969.
- I giorni dei Turbin di Michail Bulgakov, 26 ottobre 1969.
- Le Muse di Gabriele Baldini, 29 novembre 1972.
- L’importanza di essere Costante di Oscar Wilde, 15 marzo 1973.
- Le interviste impossibili, 5 puntate, dal 13 al 30 agosto 1974.
- Camerati di August Strindberg, 5 marzo 1975.
- La duchessa di Amalfi di John Webster, 31 maggio 1976.
- Il bagno di Vladimir Majakovskij, 23 ottobre 1978.
- Le rose del lago di Franco Brusati (1997)
- Casa Cuorinfranto di George Bernard Shaw (1998)
- Victor o I bambini al potere di Roger Vitrac, Radiotre (2006)

### Attore
- Il filantropo di Christopher Hampton, regia di Flaminio Bollini, 7 novembre 1971.
- Uno snob di Carl Sternheim, regia di Vittorio Sermonti, 17 giugno 1974.
- Il matrimonio di Witold Gombrowicz, regia di Vittorio Sermonti, 25 novembre 1974.

## Teatro

### Regia
- L'anniversario di Anton Čechov, Roma, Studio Eleonora Duse, 5 maggio 1956. (saggio di regia)
- Turcaret di Alain-René Lesage, Roma, Studio Eleonora Duse, 6 giugno 1957. (saggio di regia)
- La Maria Brasca di Giovanni Testori, Piccolo Teatro di Milano, 17 marzo 1960.
- Tornate a Cristo, con paura, composizione drammatica di laudi perugine dei secoli XIII e XIV, Milano, basilica di Sant'Ambrogio, 28 giugno 1961.
- Assassinio nella cattedrale di Thomas Stearns Eliot, Milano, Castello Sforzesco, 29 giugno 1963.
- Oh papà, povero papà, mamma ti ha appeso nell’armadio e io mi sento così triste di Arthur Kopit, Roma, Teatro della Cometa, 8 febbraio 1964.
- Giro d’Italia di Luciano Codignola, Venezia, XXIV Festival internazionale di prosa, 3 ottobre 1965.
- La cantatrice calva di Eugène Ionesco, Urbino, estate (1966)
- La famiglia di Juan Rodolfo Wilcock, Urbino, estate (1966)
- A proposito della Mandragola, da Niccolò Machiavelli, Urbino, estate (1967)
- Il matrimonio di Witold Gombrowicz, Milano, Teatro Durini, 13 dicembre 1968.
- Commedia ripugnante di una madre di Stanisław Witkiewicz, Roma, Teatro Centrale, 4 dicembre 1969.
- Joe Egg di Peter Richard Nichols, Cesena, Teatro Bonci, 18 ottobre 1969.
- La locandiera di Carlo Goldoni, esercitazione scenica di Mario Missiroli, Roma, Teatro Studio Eleonora Duse, 22 marzo 1971.
- Eva Peron di Copi, Roma, Circo Demar, 7 maggio 1971.
- Recitazione della controversia liparitana dedicata ad A.D. di Leonardo Sciascia, Roma, Teatro Quirino, 11 maggio 1971.
- La locandiera di Carlo Goldoni, Firenze, Teatro della Pergola, 2 febbraio 1972.
- Molto rumore per nulla di William Shakespeare, Verona, Teatro romano, 14 luglio 1972.
- L'ispettore generale di Nikolaj Gogol', Modena, Teatro Comunale, 14 ottobre 1972.
- Irreperibilità a proposito di Luciano Liggio di Bruno Caruso, Mario Missiroli e Vittorio Sermonti, Ravenna, Teatro Alighieri, 3 gennaio 1973.
- L'eroe borghese (Le mutande – Lo snob – 1913) di Carl Sternheim, Roma, Teatro Flaiano, 7 maggio 1973.
- La signorina Giulia di August Strindberg, Roma, Teatro delle Arti, 16 novembre 1973.
- Tartufo di Molière, Prato, Teatro Metastasio, 17 aprile 1975.
- Il processo, da Franz Kafka, Lucca, ottobre (1975)
- Il bagno di Vladimir Majakovskij, Torino, Teatro Carignano, 14 aprile 1976.
- La religione del profitto di Vittorio Sermonti, Torino, Parco Sempione, 16 luglio 1976.
- Nathan il saggio di Gotthold Ephraim Lessing, Carmagnola, Salone San Filippo, 29 luglio 1976.
- L’eroe borghese (Le mutande – Lo snob – 1913) di Carl Sternheim, Torino, Teatro Alfieri, 11 novembre 1976.
- Vestire gli ignudi di Luigi Pirandello, Roma, Teatro Quirino, gennaio (1977)
- Don Giovanni di Molière, Torino, Teatro Carignano, 10 marzo 1977.
- Zio Vanja di Anton Čechov, Torino, Teatro Carignano, 15 novembre 1977.
- Verso Damasco di August Strindberg, Prato, Teatro Metastasio, 7 aprile 1978.
- La duchessa di Amalfi di John Webster, Spoleto, chiesa di San Nicolò, 7 luglio 1978.
- I giganti della montagna di Luigi Pirandello, Torino, Teatro Carignano, 19 novembre 1979.
- Les bonnes di Jean Genet, Torino, Teatro Carignano, 19 febbraio 1980.
- Musik. Pittura di costumi in quattro quadri di Frank Wedekind, Torino, Teatro Carignano, 7 marzo 1981.
- La villeggiatura. Smanie avventure e ritorno di Carlo Goldoni, Asti, Palazzo del Collegio, 21 e 22 luglio 1981 (spettacolo suddiviso in due serate); Torino, Teatro Alfieri, 18 novembre 1981 (in unica serata)
- Antonio e Cleopatra, tragedia di William Shakespeare, Torino, Teatro Alfieri, 10 novembre 1982.
- La mandragola di Nicolò Machiavelli, Vercelli, Teatro Civico, 10 novembre 1983.
- Negro contro cani di Bernard-Marie Koltès, Torino, Teatro Adua, 16 gennaio 1984.
- Orgia di Pier Paolo Pasolini, Parigi, Centre Pompidou, 21 novembre 1984.
- Giorni felici di Samuel Beckett, Trieste, Teatro alla Contrada, 20 gennaio 1985.
- Il malato immaginario di Molière, Torino, Teatro Carignano, 28 febbraio 1985.
- Zio Vanja di Anton Čechov, Torino, Parco Rignon, 9 giugno 1985. (nuovo allestimento)
- Chi ha paura di Virginia Woolf? di Edward Albee, Lucca, Teatro del Giglio, 19 ottobre 1985.
- Addio D’Artagnan! di Renato Nicolini, L'Aquila, Teatro Stabile d'Abruzzo (1987)
- Conversazione galante di Franco Brusati, Pistoia, Teatro Manzoni, 6 febbraio 1987.
- Amadeus di Peter Shaffer, Novara, Teatro Faraggiana, 20 ottobre 1987.
- Lungo viaggio verso la notte di Eugene O'Neill, Bari, Teatro Piccinni, 15 marzo 1988.
- Tragedia popolare di Mario Missiroli, Spoleto, Teatro Caio Melisso, 24 giugno 1988.
- Erano tutti miei figli di Arthur Miller, San Daniele del Friuli, 25 ottobre 1989.
- Capitano Ulisse di Alberto Savinio, Palermo, Teatro Biondo, 24 marzo 1990.
- Il Vittoriale degli Italiani di Tullio Kezich, Asti Teatro, 9 ottobre 1990.
- Il gabbiano di Anton Čechov, Piacenza, Teatro Municipale, 5 novembre 1990.
- Lulu di Frank Wedekind, Cesena, Teatro Bonci, 27 febbraio 1991.
- L'impresario delle Smirne di Carlo Goldoni, Verona, Teatro romano, 5 luglio 1991.
- Nostra Dea di Massimo Bontempelli, Rieti, Teatro Vespasiano, 7 gennaio 1992.
- Ferdinando di Annibale Ruccello, Roma, Teatro Ateneo, 16 novembre 1992.
- Rappresentazione del viaggio di Uliva: fanciulla perseguitata per i quattro continenti e del suo approdo alla foce del Tevere per portarsi a Roma di Anonimo fiorentino del XVI secolo, Roma, Teatro Argentina, 26 gennaio 1993.
- La bottega del caffè di Carlo Goldoni, Roma, Teatro Argentina, 26 marzo 1993.
- Sei personaggi in cerca d'autore di Luigi Pirandello, Roma, Teatro Argentina, 10 novembre 1993.
- La fastidiosa di Franco Brusati, Milano, Teatro Nazionale, 7 aprile 1994.
- Vetri rotti di Arthur Miller, Bologna, Arena del Sole, 28 febbraio 1995.
- L'albergo del libero scambio di Georges Feydeau, Marina di Pietrasanta, “La Versiliana”, 6 agosto 1995.
- La mandragola di Niccolò Machiavelli, Cagliari, Teatro Alfieri, 7 febbraio 1996.
- Medea di Euripide, Siracusa, Teatro greco, 17 maggio 1996.
- Il pellicano di August Strindberg, Torino, Teatro Adua, 3 marzo 1998.
- Parlano da sole: Un letto tra le lenticchie di Alan Bennett, Anna Cappelli di Annibale Ruccello e Le femminacce di Anna Marchesini, Roma, Teatro Parioli, 19 maggio 1998.
- Si gira! di Tullio Kezich e Mario Missiroli, Taormina, Palazzo dei Congressi, 27 luglio 2000.
- L'importanza di chiamarsi Ernesto di Oscar Wilde, Roma, Teatro Quirino (2000)
- Un equilibrio delicato di Edward Albee, Bari, Teatro Piccinni, 11 Gennaio 2001.
- Un marito ideale di Oscar Wilde, Massa, Teatro Guglielmi, 8 novembre 2002.
- La nemica di Dario Niccodemi, Roma, Teatro Quirino, 5 febbraio 2003.
- Operetta italiana di Mario Missiroli, Roma, Teatro Studio Eleonora Duse, 5 novembre 2003.
- Amleto in prova di Rocco Familiari, Spoleto, luglio (2004)
- Victor o i bambini al potere di Roger Vitrac, Orvieto, Teatro Mancinelli, 14 novembre 2004.
- Un bellissimo novembre, da Ercole Patti, Catania, Teatro Verga, 4 novembre 2008.

### Attore
- Nostra Dea di Massimo Bontempelli, regia di Vilda Ciurlo, Roma, Studio Eleonora Duse, 27 marzo 1957. (saggio di regia)
- Turcaret di Alain-René Lesage, regia di Massimo Missiroli, Roma, Studio Eleonora Duse, 6 giugno 1957. (saggio di regia)

## Opera lirica
- Il trovatore, di Giuseppe Verdi, direttore Franco Capuana, Teatro Comunale di Bologna, 6 novembre 1958.
- Il cordovano, di Goffredo Petrassi, direttore Gianfranco Rivoli, Teatro Regio di Torino, 29 marzo 1966.
- L'indovino del villaggio, testo e musica di Jean-Jacques Rousseau, direttore Armando Gatto, Milano, Teatro alla Scala, 6 maggio 1966.
- Norma, di Vincenzo Bellini, direttore Antonino Votto, Teatro Massimo di Palermo, 23 febbraio 1967.
- Allez-hop, di Luciano Berio, Teatro Comunale di Bologna, 8 febbraio 1968.
- Il matrimonio segreto, di Domenico Cimarosa, direttore Massimo Pradella, Teatro Nuovo di Torino, 27 febbraio 1968.
- La pietra del paragone, di Gioachino Rossini, direttore Mario Gusella, Milano, Teatro alla Scala, 15 luglio 1968.
- Dantons Tod (La morte di Danton), di Gottfried von Einem, direttore Bruno Bartoletti, Teatro dell'Opera di Roma, 4 luglio 1970.
- Cavalleria rusticana, di Pietro Mascagni, direttore Ottavio Ziino, Roma, Terme di Caracalla, 3 agosto 1970.
- Linda di Chamounix, di Gaetano Donizetti, direttore Gianandrea Gavazzeni, Milano, Teatro alla Scala, 10 marzo 1972.
- I masnadieri, di Giuseppe Verdi, direttore Gianandrea Gavazzeni, Teatro dell'Opera di Roma, 25 novembre 1972.
- La cambiale di matrimonio, di Gioachino Rossini, direttore Bruno Campanella, Milano, Teatro alla Scala, 22 gennaio 1973.
- Il maestro di cappella, di Domenico Cimarosa, direttore Bruno Campanella, Milano, Teatro alla Scala, 25 settembre 1973.
- La favola d'Orfeo, di Alfredo Casella, Teatro dell'Opera di Roma, 27 ottobre 1973.
- I Capuleti e i Montecchi, di Vincenzo Bellini, direttore Argeo Quadri, Teatro dell'Opera di Roma, 21 dicembre 1978.

## Opere
- Alberto Arbasino e Mario Missiroli, Amate sponde! commedia italiana, Einaudi, Torino, 1974
- Mario Missiroli, Una «Locandiera», in L’interpretazione goldoniana: critica e messinscena, a cura di Nino Borsellino, Roma, Officina edizioni, 1982, pp. 138-142
- Tullio Kezich e Mario Missiroli, Delitto e castigo dal romanzo di Feodor Dostoevskij, ERI, Torino, 1983
- Mario Missiroli, Tragedia popolare, in "Ridotto",  n. 2, marzo 1989, p. 45-59
- Mario Missiroli, Operetta italiana, in "Ridotto", n. 1/2 (gennaio/febbraio), a. LI, 2004
- Mario Missiroli, Rime grosse, Associazione Mario Missiroli per le culture e la ricerca teatrale, 2015